# روافد نهر دجلة
يتصل بالضفة اليسرى من نهر دجلة داخل حدود العراق خمسة روافد رئيسية تمد دجلة بأكثر من نصف مياهه في موسم الفيضان وهي:
- 1) خابور (دجلة)
- 2) الزاب الكبير
- 3) الزاب الصغير
- 4) نهر العظيم
- 5) نهر ديالى